# دقرين (الحيمة الخارجية)

تعديل مصدري - تعديل

دقرين هي إحدى قرى عزلة الربع بمديرية الحيمة الخارجية التابعة لمحافظة صنعاء، بلغ تعداد سكانها 238 نسمة حسب تعداد اليمن لعام 2004.